# Pontiac (Häuptling)

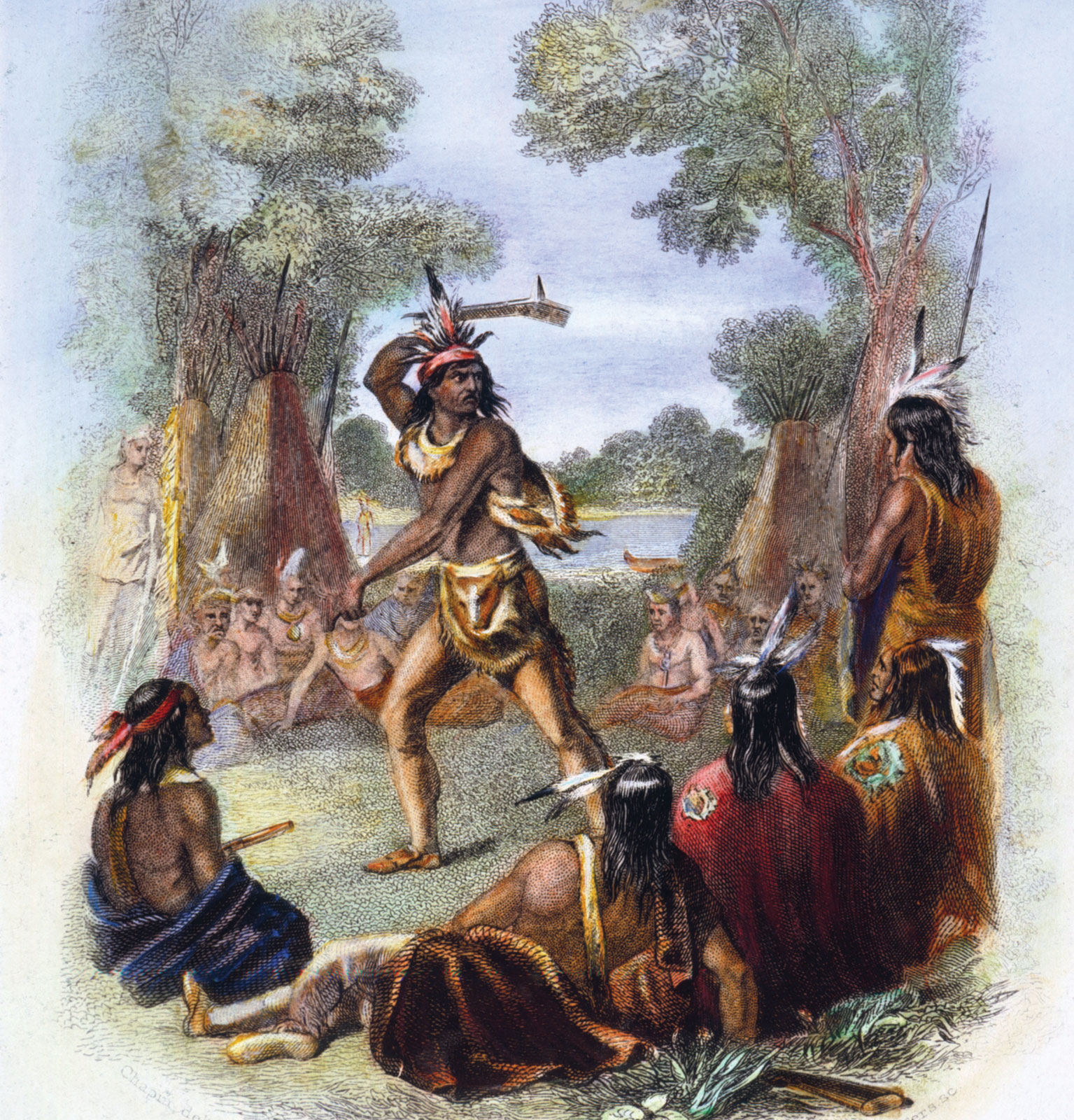
Pontiac mit erhobenem Kriegsbeil 1763

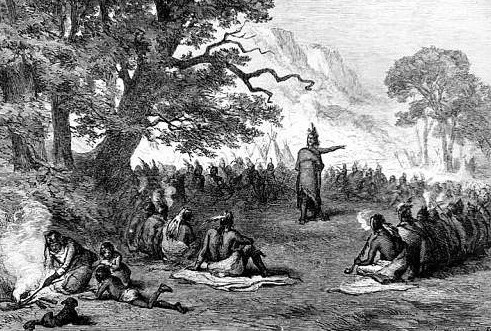
27. April 1763: Pontiac fordert zum Kampf gegen die Briten auf

Pontiac, eigentlich Obwandiyag (ausgesprochen: bwon-diac; * zwischen 1712 und 1720; † 20. April 1769) war ein (Kriegs-)Häuptling vom Stamm der Ottawa im Gebiet der Großen Seen in den heutigen Vereinigten Staaten. Er wurde bekannt durch seine Rolle als Anführer des Pontiac-Aufstands (1763–1766) gegen die britische Kolonialherrschaft.

## Leben
Er wurde vermutlich zwischen 1712 und 1720 in der Region des heutigen Detroit nahe dem Maumee River geboren. Der genaue Ort und das Datum seiner Geburt sind nicht bekannt. Die Stammeszugehörigkeit seiner Eltern ist nicht zweifelsfrei belegt. Sein Vater soll ein Ottawa und seine Mutter eine Anishinabe gewesen sein. Er selbst soll mindestens zwei Söhne gehabt haben.
Um das Jahr 1736 sollen sich rund 200 Ottawa-Krieger in der Nähe von Detroit angesiedelt haben. Seit 1732 lebten sie bereits auf der gegenüberliegenden Seite des Flusses in einer Siedlung mit 800 bis 1000 Einwohnern. Sie lebten in friedlicher Koexistenz mit den französischen Soldaten in den Forts Pontchartrain und Michilimackinac. Im Jahr 1747 soll er in die Verschwörung von Nicolas Orontony verstrickt gewesen sein, einem Häuptling der Huronen, die in Sandoské siedelten und planten die Franzosen zu vertreiben. Die Irokesen begannen einen Aufstand, dem sich einige Ottawa anschlossen. Ob Pontiac zu diesen gehörte ist nicht nachgewiesen. Zumindest verloren die Franzosen dadurch einige der ihnen verbündeten Stämme.
1754 eroberten die Franzosen unter dem Kommando von Claude-Pierre Pécaudy de Contrecœur einen von den Engländern errichteten Handelsposten und erweiterten ihn als Fort Duquesne (an der Stelle des heutigen Pittsburgh, Pennsylvania). Damit begannen die Feindseligkeiten vor dem Franzosen- und Indianerkrieg.
Ab 1755 wurde Pontiac Häuptling der Ottawa und der Anführer eines losen Bündnisses zwischen den Ottawa, Potawatomi und Anishinabe. Er war ein Verbündeter der Franzosen und kämpfte möglicherweise 1755 gegen Briten unter General Edward Braddock, in der die Verwundbarkeit der europäisch ausgebildeten Linientruppen gegen die Guerillataktik der Indianer deutlich sichtbar wurde. Wie viele andere Indianer dürfte er eine zunehmende Abneigung gegen die Briten entwickelt haben, die in die indianischen Siedlungsgebiete vordrangen und den Handel einschränkten. Eine von Pontiac mit dem britischen Major Robert Rogers getroffene Friedensvereinbarung (1760) änderte daran nichts.
Pontiac galt als bedeutende Persönlichkeit der nordamerikanischen Indianer. Er war weitblickend genug, um die tödliche Bedrohung für die Lebensweise und Kultur der Indianer durch die Expansion der britischen Kolonien nach Westen zu erkennen, und tatkräftig genug, um den Kampf gegen deren militärische Übermacht aufzunehmen. Mit der weitgehenden Einigung der notorisch zerstrittenen Stämme – die er mit Hilfe der Doktrin, der Krieg zwischen den Stämmen entspräche nicht dem Willen Manitus, erreichte – vollbrachte er eine erstaunliche Leistung, und im Kampf erwies er sich als hervorragender Führer, der auch den disziplinierten und gut bewaffneten britischen Truppen gewachsen war.
Pontiac leitete den nach ihm benannten Pontiac-Aufstand, der von 1763 bis 1766 dauerte. Es war eine erfolglose Revolte von Indianerstämmen gegen die britische Herrschaft in Nordamerika. Trotzdem muss bezweifelt werden, ob der Aufstand ohne französische Unterstützung überhaupt eine realistische Chance auf einen Erfolg gehabt hätte.
Im April 1769 wurde Pontiac von einem Peoria-Krieger in der Nähe von Cahokia (Illinois) als Vergeltung für eine weiter zurückliegende Misshandlung eines Peoria-Häuptlings ermordet. Es verbreiteten sich jedoch auch Gerüchte über eine britische Beteiligung an dem Attentat. Begraben wurde Pontiac nahe St. Louis (Missouri).
Nach Pontiac wurde unter anderem die Automarke Pontiac benannt, ebenso die Städte Pontiac in Illinois und Pontiac in Michigan.

## Verfilmungen
- Felix E. Feist: Battles of Chief Pontiac im Videoarchiv – Internet Archive, Jack Broder Productions Inc. 1952 (englisch, Western)
- Richard Elson, Arnie Gelbart, Brian McKenna: The Pontiac Rebellion. Galafilm und History Television 2006 (englisch)